# Manuel Rabelo
Manuel Rabelo Mendes (Barra Mansa, 11 de janeiro de 1873 — Rio de Janeiro, 8 de novembro de 1945) foi um militar brasileiro.

## Carreira
Foi interventor federal em São Paulo, de 13 de novembro de 1931 a 7 de março de 1932, nomeado por Getúlio Vargas como parte do governo provisório.
Além de ter sido general-de-divisão e ministro do Superior Tribunal Militar, também foi engenheiro, tendo fundado a Associação Amigos da América.

## Homenagem
Em sua homenagem um logradouro público no bairro da Gávea, na cidade do Rio de Janeiro, recebeu a denominação de Rua General Rabelo.